# Quarteto de cordas n.º 5 (Mendelssohn)
O No. 3 Quarteto de cordas n.º 5 em mi bemol maior, Op. 44, nº 3, foi composto por Felix Mendelssohn em 1838. A peça faz parte de m conjunto de 3 quartetos de cordas que Felix Mendelssohn dedicou a Gustavo da Suécia.

## Movimentos
Tal como todos os quartetos de cordas de Mendelssohn, esta obra tem quatro movimentos:
1. Allegro vivace
2. Scherzo: Assai leggiero vivace
3. Adagio non troppo
4. Molto allegro con fuoco

Uma actuação típica dura cerca de 35 minutos.